# Sâmbăta
Sâmbăta – wieś w Rumunii, w okręgu Bihor, w gminie Sâmbăta. W 2011 roku liczyła 371 mieszkańców.